# Presian I av Bulgarien
Presian I av Bulgarien, död 852, var en bulgarisk monark. Han var regerande Khan av Bulgarien mellan 836 och 852.